# Suzannecourt
Suzannecourt ist eine französische Gemeinde mit 361 Einwohnern (Stand 1. Januar 2022) im Département Haute-Marne in der Region Grand Est; sie gehört zum Arrondissement Saint-Dizier und zum Gemeindeverband Bassin de Joinville en Champagne.

## Geografie
Suzannecourt liegt rund 38 Kilometer nördlich der Stadt Chaumont im Norden des Départements Haute-Marne. Die Gemeinde liegt am Fluss Rongeant, einem rechten Seitenfluss der Marne. Verkehrstechnisch ist die Gemeinde gut erreichbar mit einem Anschluss an der N67 direkt nördlich der Gemeindegrenze.

## Geschichte
In der Frühzeit wurde die Gegend von Menschen durchstreift und besiedelt. In der Gemeinde selber wurden bisher keine Siedlungsspuren entdeckt. Seit dem 7. Jahrhundert siedelten sich Menschen in Joinville und Umgebung (zu der gehört Suzannecourt) an. Die ältesten Teile der Kirche stammen aus dem 12. Jahrhundert. Nach den Aussagen des Adligen Simon de Joinville gehörte 1218 ein Teil des Ortes dem Bischof von Châlons. Suzannecourt gehört historisch zur Bailliage de Chaumont innerhalb der Provinz Champagne. Der Ort gehörte von 1793 bis 1801 zum District Joinville. Zudem von 1793 bis 1801 zum Kanton Poissons und seit 1801 zum Kanton Joinville. Die Gemeinde war 1801 bis 1926 und 1940 bis 1943 dem Arrondissement Wassy und 1926 bis 1940 dem Arrondissement Chaumont zugeteilt. Seit 1943 gehört sie zum Arrondissement Saint-Dizier. 

## Bevölkerungsentwicklung
| Jahr                       | 1962 | 1968 | 1975 | 1982 | 1990 | 1999 | 2006 | 2019 |
| -------------------------- | ---- | ---- | ---- | ---- | ---- | ---- | ---- | ---- |
| Einwohner                  | 328  | 311  | 287  | 310  | 293  | 339  | 366  | 360  |
| Quellen: Cassini und INSEE |      |      |      |      |      |      |      |      |

## Sehenswürdigkeiten
- Kirche Sainte-Croix (Westpforte aus dem 12., Kirchenschiff und Südpforte aus dem 13., Sakristei aus dem 15. und der Rest aus dem 19. Jahrhundert), Monument historique seit 1925
- Denkmal für die Gefallenen[1]
- Lavoir (ehemaliges Waschhaus)
- mehrere Wegkreuze